# Danna Paola (álbum)
O álbum Danna Paola foi lançado em 2007, intitulado com o nome da cantora, Danna Paola. É o 6º CD da carreira de Danna Paola, todos os CD já trabalhados com Danna Paola são solo.
Lançado em setembro de 2007 pela Universal Music, o EP inclui apenas cinco faixas. As canções foram especialmente escritas para Paola que, na época, estava entrando na adolescência. Os autores são Pambo, Liquits e Xabi San Martín, de La Oreja de Van Gogh.

## Faixas
1. "Es mejor" – 3:04
2. "Dame corazón" – 3:26
3. "Mundo de caramelo" – 3:53
4. "El primer día sin ti" – 3:54
5. "De aquí para allá" – 3:32